# Розміщення (геральдика)
Розміщення розміщення чи розташування? дослівно посада (геральдика)[джерело?] — геральдичний термін на позначення розташування гербових фігур відносно одна одної і геральдичного щита. Вони підпорядковуються спеціальним правилам блазонування. Геральдика виробила власну мову для позначення положення екнкральдичних фігур.

## Розміщення в полі
Загалом, кожна звичайна фігура плаває, тобто не торкається країв (обрізів, краю щита, країв інших фігур), а гармонійно розташовується на полі або у вільному просторі на полі. Це відрізняє її від геральдичних фігур, які за своєю природою є насамперед розділовими і зазвичай завжди проходять наскрізь. Геральдична фігура набуває характеру фігури, коли вона не проходить наскрізь; наприклад, стовп (вертикальний елемент) може бути відрізаний або вкорочений, і тоді він плаває.
Винятком є фігури, які природно стоять, наприклад людські фігури, будівлі чи дерева; вони спеціально позначені як [вільно] плаваючі.
Геральдичні зображення розташовуються вгорі або внизу, якщо їх видно в главі або основі (а точніше з розташуванням /верхній кут і пупок /нижній кут); посередині герба — в серці. Лицьова і зворотна сторони є визначенням сторони герба, яка випливає з ракурсу щитотримача, при цьому геральдично права сторона визначається як передня, інша сторона аналогічно — як задня.
Фігури, що дотикаються до меж, позначаються як дотичні, прилеглі тощо. Якщо видно лише частину фігури, вона позначається як зростаюча. Інші технічні терміни стосуються розташування малих фігур відносно головної фігури.
Фігури, що торкаються розділів, повідомляються як очікуючі, стикаються тощо. Якщо дивитися лише на частину фігури, її звинувачують як зростаючу . Інші технічні терміни стосуються положення маленьких фігурок щодо головної фігури.

## Більш конкретні позиції
Фігури, розташовані вертикально, описуються як стовпи. Якщо ці фігури розташовані горизонтально, геральдист говорить про них не поруч, а про них як про балку. По діагоналі від верхнього правого до нижнього лівого (також в іншому напрямку) повідомляється як розташування в перев'яз. Якщо фігури розташовані по діагоналі у формі хреста, то вони розташовуються в андріївський хрест, а не хрест-навхрест. Вони розташовані хрест-навхрест, якщо для цієї позиції можна уявити грецький хрест. Якщо горизонталь, тобто штрихова частина, переміщена до верхнього краю щита і за розміщенням можна прийняти високий хрест, то загальні фігури розташовуються у вигляді високого хреста. Трикутні розміщення в полі щита розташовані у формі рівностороннього трикутника. Його також називають трилисником. Це типово, наприклад, для куль і кілець, але стосується багатьох геральдичних фігур. Якщо розташування проходить паралельно краю щита, елемент розміщується під краєм або розташовується на межі, де розміщують облямівку щита.
Існують також тонкі відмінності між зайнятими, розкиданими і засіяними фігурами. Якщо маленькі фігури, рівномірно розподілені по площині, вона вважається засіяною, якщо кількість фігурок фіксована, площина вважається обтяженою.

## Позиція в залежності від кількості
Загалом, позиція та кількість у рядку позначаються цифрами, наприклад, двома над одним, написаними «2;1», «2:1», «2-1» або подібним чином. Більшу кількість фігур також можна розташувати в кілька послідовних коротших рядів, а потім описати, наприклад , три над двома над однією (3;2;1).
Якщо в геральдиці фігури зазвичай розміщуються в гербі, то позиція зазвичай не описується. Проте, про всі відхилення необхідно завжди повідомляти. Особливий випадок, наприклад, у неправильному порядку (1;2 замість 2;1).
- 2 фігури
Розміщені одна біля одної
- 3 фігури
  - Правило 2; 1, як два поруч один з одним і один малюнок під проміжком
  - якщо в трикутник, то це потрібно підкреслити
- 4 фігури
Правило 2; 2 як два ряди з двома фігурами, розташованими одна біля одної
- 5 фігур
  - Правило 2; 2; 1 у вигляді двох рядів з двома фігурами, розташованими одна біля одної, і однією фігурою під проміжком
  - зображено як хрест, коли позиція така: 1; 3; 1
  - в андріївський хрест у позиції 2; 1; 2
  - розміщені в коло означає поставлені по колу
- 6 фігур
  - Правило 3; 2; 1
  - 1; 2; 3 у неправильному порядку
- 7 фігур
  - Правило 3; 3; 1
- Більше 7 фігур
Правило — повідомляти позицію

Інформація однакова, незалежно від того, збігаються цифри чи відрізняються. В останньому випадку, однак, необхідно подбати про те, щоб герб був чітким.

2 зірки у верхньому полі
2 зірки в стовп
3 зірки
3 зірки в перевернутому порядку
4 вежі
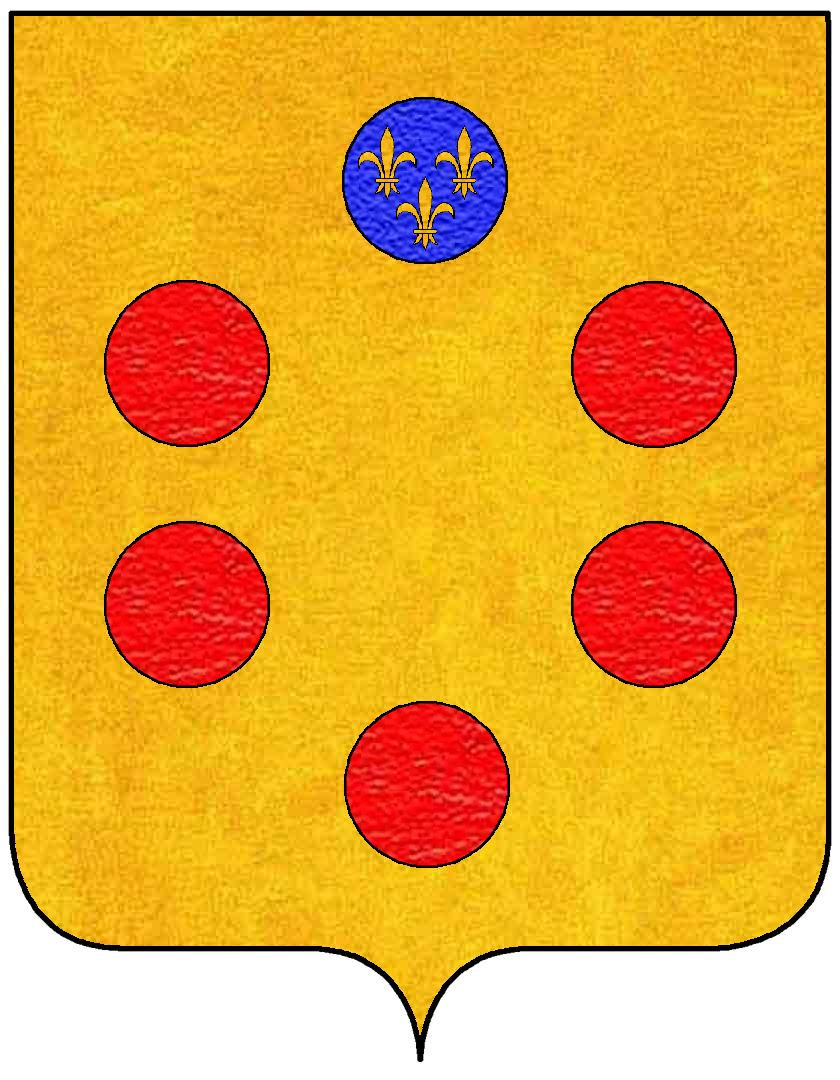
5 червоних кіл
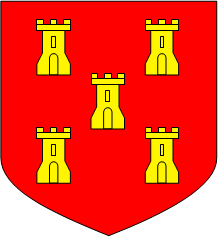
5 веж в андріївський хрест
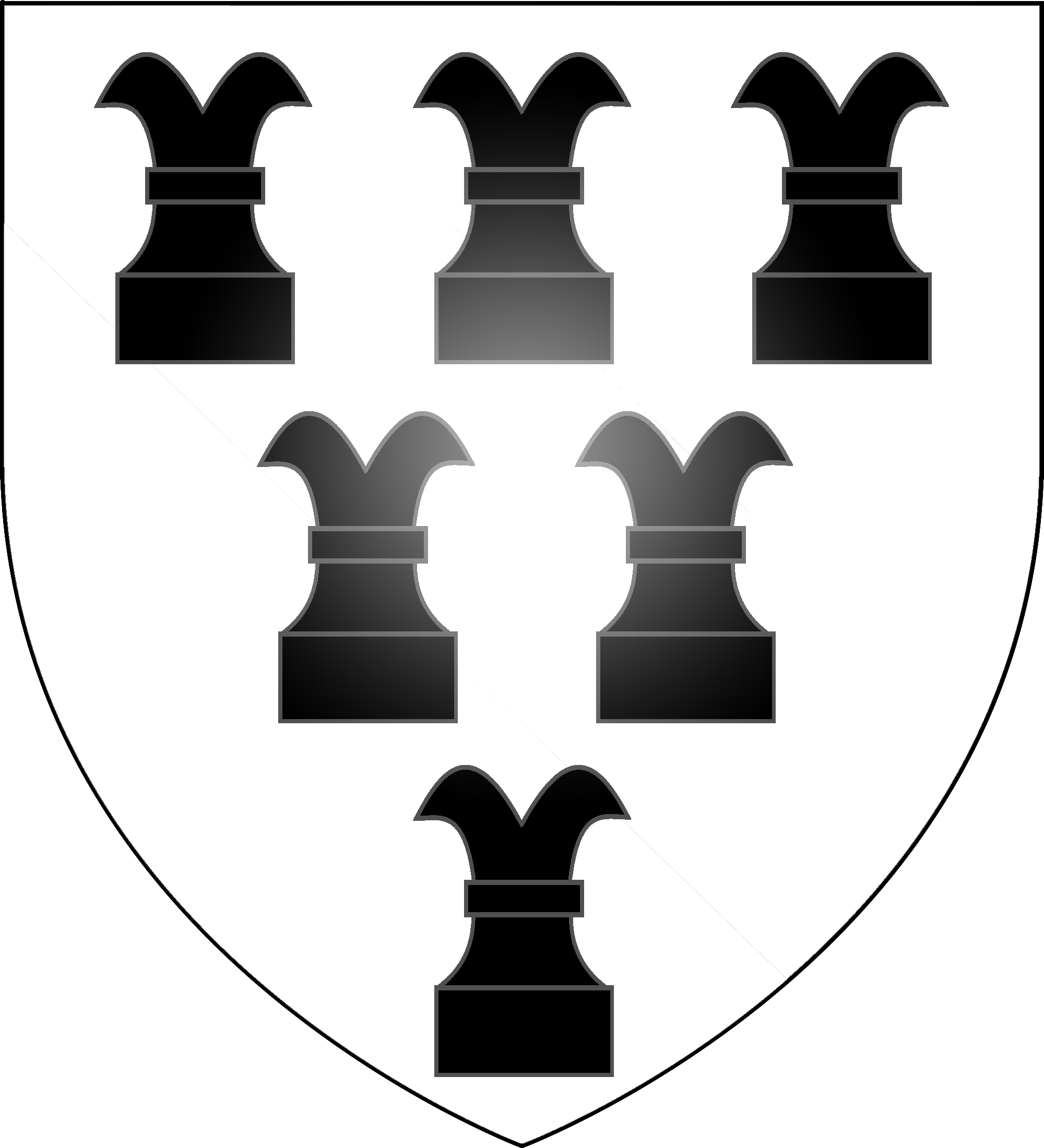
6 тур
7 марлет
7 риб:1;2;1;2;1

## Великі і маленькі фігури
На багатьох гербах поруч із головною фігурою зображені маленькі фігури. У такому випадку спочатку описується головна фігура, а потім оописується інша фігура праворуч, ліворуч, зверху чи знизу.
Для опису певних форм розроблено терміни:
- обтяження або покривання означає розміщення меншого зображення на більшому, не торкаючись меж. Протилежним цьому є насіння.
- прикрашання означає прикріплення до зовнішньої частини більшого об'єкта.
- засіяння або усіяння вказують на багато маленьких фігурок (гонти, сердечка, зірочки тощо) у полі, причому перші мають контакт з краєм, а інші — без.
- Фігура супроводжується меншими, середніми фігурами. Існує також одностороннє видалення, яке може бути ліворуч або праворуч, що зазначається в описі.
- увінчаний означає «вище», особливо коли підкреслюється більш конкретне посилання або бажане більш щільне розташування, наприклад, корона над фігурою.

Якщо кілька маленьких фігур зображенні за великою, кажуть, що вона розміщена після фігури, яка представляє природну, привабливу позицію щодо головної фігури.

Перев'яз обтяжений марлетами
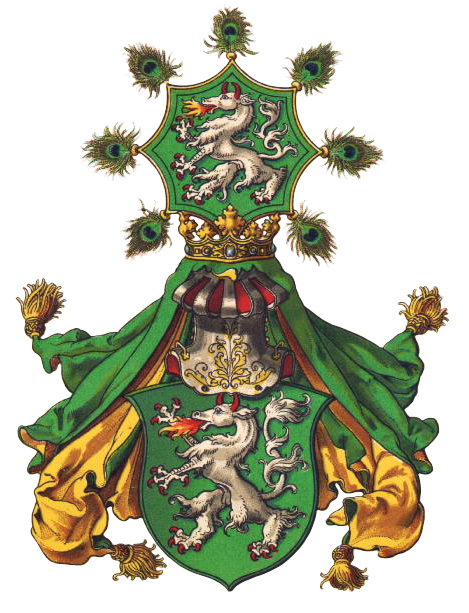
Гербова дошка, прикрашена павиним пір'ям
Щит засіяний геральдичними ліліями
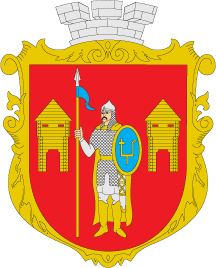
Давньоруський воїн у супроводі золотих башт давньоруського міста з відкритими воротами